# I. e. 8
Évszázadok: i. e. 2. század – i. e. 1. század – 1. század
Évtizedek: i. e. 50-es évek – i. e. 40-es évek – i. e. 30-as évek – i. e. 20-as évek – i. e. 10-es évek – i. e. 1-es évek – 1-es évek – 10-es évek – 20-as évek – 30-as évek – 40-es évek
Évek: i. e. 13 – i. e. 12 – i. e. 11 – i. e. 10 –  i. e. 9 – i. e. 8 – i. e. 7 – i. e. 6 – i. e. 5 – i. e. 4 – i. e. 3

## Események

### Római Birodalom
- Caius Marcius Censorinust és Caius Asinius Gallus Saloninust választják consulnak.
- Augustus császár 20 év után újabb censust rendel el a birodalomban és 4 233 000 római polgárt számlálnak össze.
- A szenátus a császár húsz éves uralkodásának tiszteletére Sextilis hónapot Augustusszá nevezi át.
- Tiberius folytatja a germániai hadjáratot, meghódoltatja a Rajna és Elba közötti törzseket, az ellenálló szikambereket és szvébeket legyőzi, a túlélőket, mintegy 40 ezer embert átköltözteti a Rajna bal partjára. A hadjáratban részt vesz Caius Caesar, a császár 12 éves unokája is.
- Meghal I. Polemón, a pontoszi és a boszporoszi klienskirályságok uralkodója. Özvegye, Püthodórida megtartja a pontoszi trónt, míg a Boszporoszi Királyság Polemón mostohafiának, Tiberius Julius Aspurgusnak jut.

## Halálozások
- Caius Cilnius Maecenas, római politikus, a művészetek patrónusa
- november 27. – Horatius, római költő
- I. Polemón pontoszi és boszporoszi király

## Fordítás
- Ez a szócikk részben vagy egészben  a(z)   8 av. J.-C. című francia Wikipédia-szócikk ezen változatának fordításán alapul.  Az eredeti cikk szerkesztőit annak laptörténete sorolja fel. Ez a jelzés csupán a megfogalmazás eredetét és a szerzői jogokat jelzi, nem szolgál a cikkben szereplő információk forrásmegjelöléseként.